# Urogryllacris gwinganna
Urogryllacris gwinganna är en insektsart som beskrevs av Rentz, D.C.F. 1997. Urogryllacris gwinganna ingår i släktet Urogryllacris och familjen Gryllacrididae. Inga underarter finns listade i Catalogue of Life.